# Гоплей
Гоплей (др.-греч. Ὁπλεύς) — имя ряда персонажей греческой мифологии:
- лапиф[1];
- один из 50 сыновей царя Аркадии Ликаона[2];
- сын морского бога Посейдона и Канаки[3].